# Galium valdepilosum
Galium valdepilosum är en måreväxtart som beskrevs av Heinrich Braun. Enligt Catalogue of Life ingår Galium valdepilosum i släktet måror och familjen måreväxter, men enligt Dyntaxa är tillhörigheten istället släktet måror och familjen måreväxter. Arten har ej påträffats i Sverige.

## Underarter
Arten delas in i följande underarter:
- G. v. slesvicense
- G. v. valdepilosum